# 达尔文拱门
达尔文拱门（西班牙語：Arco de Darwin）是位于厄瓜多尔加拉帕戈斯群岛达尔文岛东南约1千米的礁石上的一座天然拱，其位在一個形狀不規則且被海水淹沒的岩石平台上，又被稱為劇院。拱顶岩石结构因自然侵蚀和重力作用而於2021年5月17日坍塌，仅存两侧的海蝕柱仍矗立。
達爾文拱門及其附近的達爾文島是以英國自然學家查爾斯·達爾文之名命名，他對周圍地區的研究幫助其透過自然選擇的現象完成進化論。為了向達爾文及其成果致敬，坍塌後剩下的兩柱被稱為「演化之柱」。

## 地理
達爾文島是厄瓜多加拉巴哥群島中的一座小型無人島，總面積為2.33平方（0.90平方英里），海拔高度168（551英尺）。達爾文拱門位於該島東南方約1（0.62英里）處，因侵蝕作用導致外觀呈橋梁狀。拱門靠海的一側有一18（59英尺）高的平台。拱門本身高43（141英尺），長70（230英尺），寬23（75英尺）。

## 動物群
達爾文拱門南方海域會出沒多種海洋生物，包括紅肉丫髻鮫、蝠魟、黑眼鰺、齒鰆、黃鰭鮪魚、海豚和其他多種遠洋魚類等，以及長達14（45英尺）的鯨鯊，自每年7月初開始出現。其他物種則包括鐮魚、直翅真鯊、鱝、綠蠵龜、玳瑁、鐮狀真鯊、遠洋白鰭鯊和梭子魚等。另外該處的許多鳥類屬地方性，常見物種包括在達爾文島上繁殖的烏領燕鷗。

## 旅遊
達爾文拱門受到攝影師和遊輪觀光歡迎，周圍豐富的海洋生物亦使其成為熱門的休閒水肺潛水地點。與達爾文島相同，遊客被禁止登上達爾文拱門。加拉巴哥群島（科隆群島）及其周邊區域於1978年被聯合國教科文組織列入世界自然遺產。

## 坍塌
2021年5月17日，加拉巴哥時間（UTC-6）上午11時20分，達爾文拱門的拱頂結構因自然侵蝕而坍塌，厄瓜多環境和水資源部於推特推文表示「這次的事件是因自然侵蝕所導致」「達爾文拱門由天然岩石構成，曾是達爾文島的一部分，該島並未對外開放」。豪華船宿遊艇加拉巴哥侵略者三號（Galapagos Aggressor III）的潛水員目睹了坍塌過程。
拱頂坍塌後，剩下的海蝕柱被當地的旅遊、潛水業人士稱為「演化之柱」（西班牙語：Los Pilares de la Evolución），此一暱稱意指拱門與附近的島嶼是以英國地質學、生物學家查爾斯·達爾文之名命名，他對周圍群島野生動物的研究促成進化論（以自然選擇的方式）的誕生。

### 來源
1. 1 2 3  . Galapagos Conservancy.   [2015-06-19]. （原始内容存档于2015-10-26） （英语）.
2. 1 2  Steve Rosenberg; Ellen I. Sarbone. . Cruising Guide Publications, Inc. 2004  [2021-05-21]. ISBN 978-0-944428-70-2. （原始内容存档于2021-05-18） （英语）.
3. 1 2 3  Strauss, Rebecca. . Scuba Diver Life. 2021-05-17  [2021-05-18]. （原始内容存档于2021-05-20） （英语）.
4. ↑  . BBC News. 2021-05-18  [2021-05-18]. （原始内容存档于2021-05-20） （英语）.
5. 1 2 3  Farzan, Antonia Noori. . The Washington Post. 2021-05-19  [2021-05-20]. （原始内容存档于2021-05-22） （英语）.
6. ↑  Harpp et al. 2014，第311頁.
7. 1 2  Jackson 2017，第221頁.
8. ↑  . CBC News. Associated Press. 2021-05-18  [2021-05-19]. （原始内容存档于2021-05-20） （英语）.
9. ↑  陳培鈞. . ETtoday新聞雲. 2021-05-21  [2021-05-21]. （原始内容存档于2021-05-20） （中文（繁體））.
10. ↑  . 2001-01: 110  [2021-05-21]. ISSN 1077-985X. （原始内容存档于2021-05-18） （英语）.
11. 1 2  . Reuters. 2021-05-19  [2021-05-19]. （原始内容存档于2021-05-20） （英语）.
12. 1 2  . Deutsche Welle. 2021-05-18  [2021-05-19]. （原始内容存档于2021-05-20） （英语）.
13. ↑  鄭景懋 (编). . Rti 中央廣播電臺. 2021-05-19  [2021-05-21]. （原始内容存档于2021-05-22） （中文（繁體））.
14. ↑  . 風傳媒. Deutsche Welle. 2021-05-19  [2021-05-21]. （原始内容存档于2021-05-19） （中文（繁體））.
15. ↑  Ministerio del Ambiente y Agua de Ecuador [@Ambiente_Ec].  [We inform everyone that today, May 17, the collapse of the Darwin Arch, the attractive natural bridge located less than a kilometer from the main island of Darwin, the northernmost island of the #Galapagos archipelago, was reported. This event was a consequence of natural erosion.] (推文). 2021-05-17  [2021-05-18] –Twitter （西班牙语）.
16. ↑  . Morning Edition（英语：Morning Edition）. National Public Radio (NPR). 2021-05-19  [2021-05-20]. （原始内容存档于2021-05-20） （英语）.

### 書籍
- Dixon, Charles. . G. Allen. 1900: 240– （英语）.
- Harpp, Karen S.; Mittelstaedt, Eric; d'Ozouville, Noémi; Graham, David W. . Wiley. 2014  [2021-05-21]. ISBN 978-1-118-85268-2. （原始内容存档于2021-06-09） （英语）.
- Jackson, Jack. . Fox Chapel Publishing. 2017  [2021-05-21]. ISBN 9781607653622. （原始内容存档于2021-05-21） （英语）.

## 外部連結
- 维基共享资源上的相關多媒體資源：达尔文拱门